# Alcázar (építészet)
Az alcázar vagy alcazaba elsősorban a spanyolországi mór eredetű paloták, fellegvárak elnevezése, amelyet a muszlim uralom idején építettek a 8. és 15. század között. Otthonként és regionális igazgatási székhelyként funkcionáltak az Omajjád kalifátus kormányzati vezetőinek, majd az ibériai reconquistát követően a keresztény uralkodóknak.
A ma is meglevő alcázarokat a századok folyamán erősen átépítették.
Az alcázar kifejezést ugyanakkor számos középkori várra is használják, amelyet keresztények építettek, korábbi római, vizigót vagy iszlám erődítményekre, és gyakran használják a spanyol castillo, azaz kastély szinonimájaként. Latin-Amerikában több gyarmati palota is fellelhető alcázar néven.

## Alcázarok listája

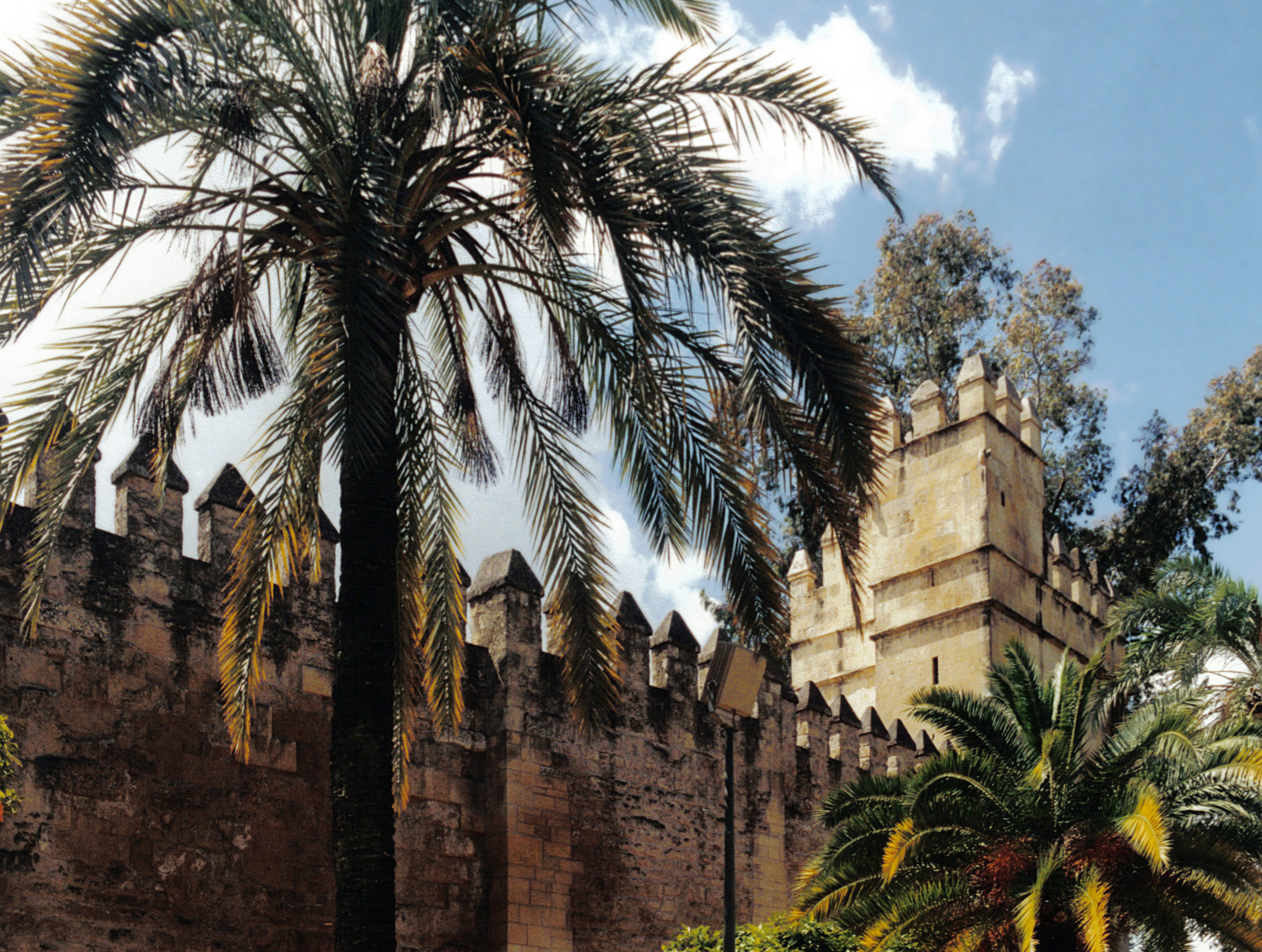
A cordóbai alcázar falai

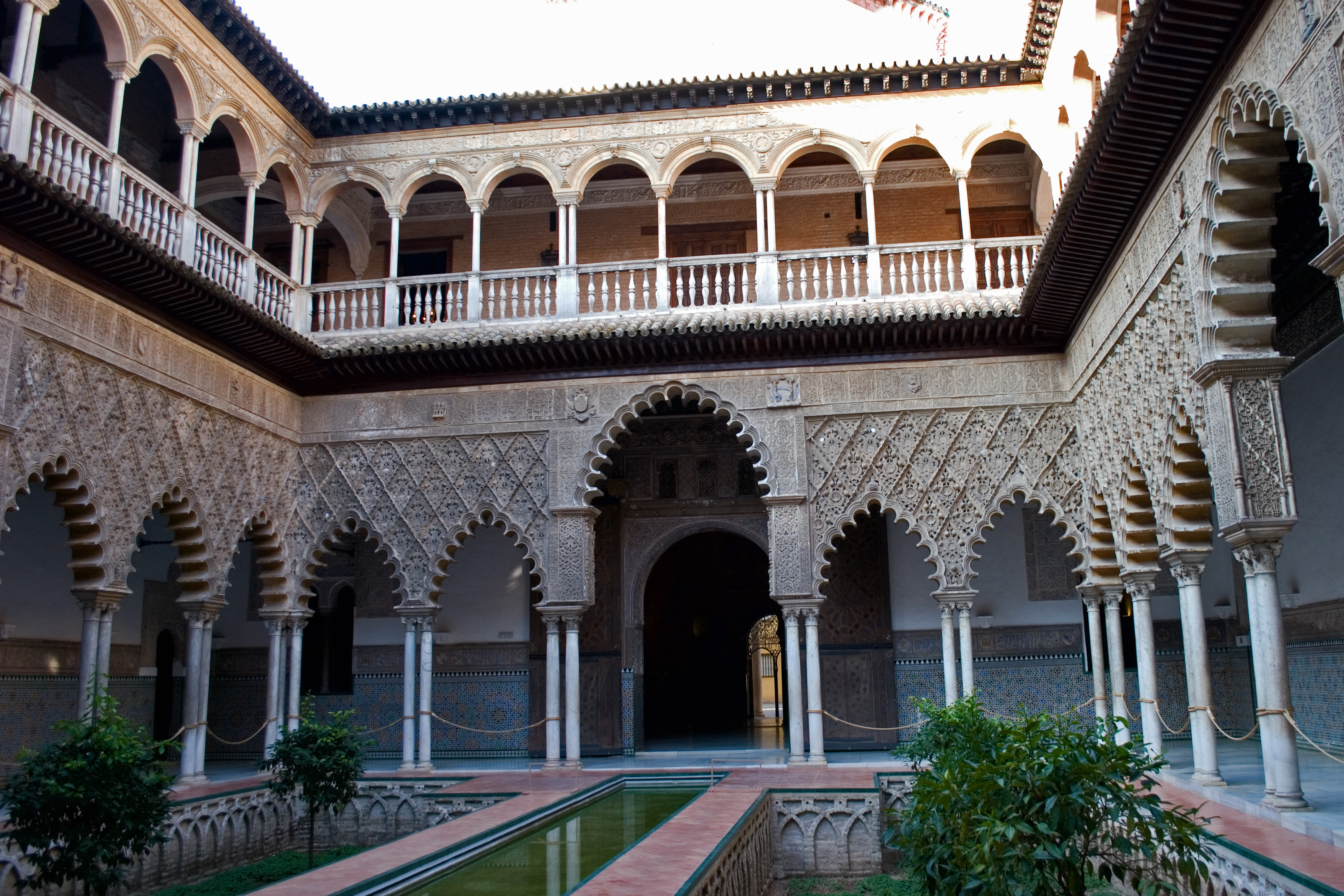
Udvar a sevillai alcázarban

Főbb alcázarok listája (nem teljes lista):
Spanyolországban
- Jerez de la Frontera alcázarja
- Ávila alcázarja
- Córdoba keresztény királyainak alcázarja (Alcázar de los Reyes Cristianos)
- A La Almudaina királyi palota (palmai alcázar)
- A porcunai alcázar
- A segoviai alcázar
- A sevillai alcázar
- A toledói alcázar
- A valldemossai alcázar
- A zafrai alcázar
- Az Aljaferia-palota ( zaragozai alcázar)

Latin-Amerikában
- Alcázar de Colón (Kolumbusz alcázarja), Santo Domingo, Dominikai Köztársaság - a kulturális világörökség része [3]